# Sérgio Borja
Sérgio Augusto Pereira de Borja (Porto Alegre, 2 de novembro de 1949) é um advogado e professor universitário brasileiro.
Autor do livro "Impeachment", em 1992 foi o primeiro brasileiro a entrar com o pedido de impeachment de Fernando Collor. Tem denunciado, através de uma legítima advocacia pública, o processo de desmonte do Estado, da Constituição e a degradação social que leva à violência e ao sucateamento da saúde e educação.
Escritor com vários livros publicados na área de direito constitucional, integração americana, ciência política e poesia. Articulista, publicou seus artigos em revistas jurídicas e na grande imprensa. Recebeu da Comissão do Mercosul, da Assembleia Legislativa do Estado do Rio Grande do Sul, o Diploma de Colaborador Emérito. Premiado com o Troféu Obirici como destaque social e profissional. Foi condecorado com a mais alta comenda da OAB, a Medalha Osvaldo Vergara.
Além de escrever poesia e livros de direito e ciência política escreve e colabora em vários jornais nacionais participando de programas de debates e entrevistas no rádio e na televisão.

### Formação escolar

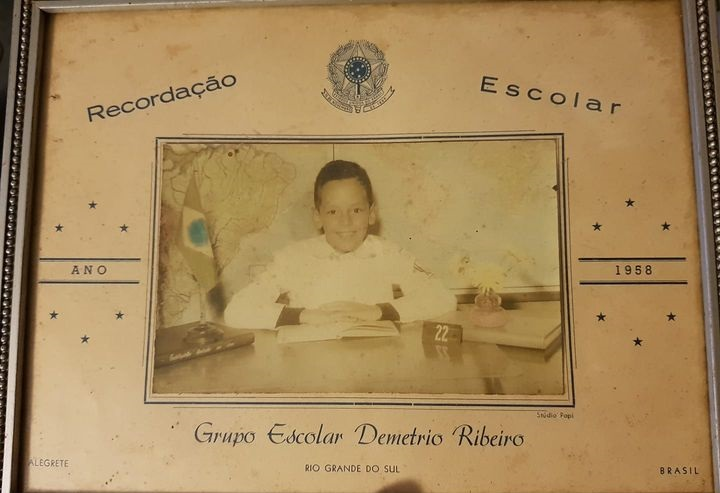
3° ano primário, em 1958, da atual Escola Estadual de Ensino Médio Demétrio Ribeiro, no Alegrete/RS - Brasil

## Vida, estudos e carreira

### Formação escolar[2]
| “ | EU QUERIA AGRADECER À ESCOLA PUBLICA INSTITUTO DE EDUCAÇÃO OSVALDO ARANHA, QUE CURSEI NO TEMPO QUE SE ENSINAVA, ÀS AULAS DE FRANCÊS E INGLÊS QUE, DOS 13 ANOS AOS DEZESSEIS ME DERAM CONDIÇÕES DE VIAJAR TANTO EM PAISES DE LINGUA FRANCESA COMO INGLESA. AGRADEÇO À DÁDIVA DE TER MORADO 16 ANOS EM ALEGRETE, À QUEM DEVO MEU SOTAQUE GAÚCHO E MINHA FORMAÇÃO DE ARQUÉTIPO DE GUERREIROS ATAVICOS ONDE A FRONTEIRA JAZ IMERSA NA LEMBRANÇA DAS CARGAS DE CAVALARIA! ALI APRENDI O MEU PORTUNHOL QUE ME LEVOU À DAR CONFERÊNCIA E EM TODO O PRATA E TER ESTUDADO, PÓS GRADUAÇÃO EM PROCESSO CONSTITUCIONAL NA UNIVERSIDADE DE CASTILLA LA MANCHA, TOLEDO, CUIDANDO PARA NO USAR LA TONAL LUNFARDA DO CASTELLANO PORTENHO QUE LÊ OS ÉLES COMO JOTAS!' | ” |

### Trajetória na área docente
É atualmente professor universitário aposentado das universidades do Rio Grande do Sul, UNISINOS, PUCRS e UFRGS, onde ingressou por concurso público de provas e títulos, tendo trabalhado por longos 35 anos no magistério jurídico lecionando Direito Constitucional, Ciência Política, Teoria Geral do Estado e Relações Internacionais, entre outras disciplinas.

### Outras associações
Foi presidente da Academia Rio-Grandense de Letras onde ocupa a cadeira nº 22 desde 12 de abril de 2004.
Foi Ministro de Relações Exteriores do GORGS no período da administração do Grão Mestre Milton Silva e ainda na administração do Juracy Vilela ocupando o mesmo cargo do fundador da Faculdade de Direito da UFRGS, o antigo diretor fundador, desembargador, professor Manoel André da Rocha. Detentor da Ordem do Mérito Maçônico.

## Condecorações
Conferencista e Palestrante Emérito no território do Mercosul, EUA, onde em Connecticut apresentou a Lecture sobre Treaty Make Power no Sistema Mercosulenho. Foi agraciado com a distinção e o diploma de Colaborador Emérito do Mercosul em dezembro de 1997 pela Comissão do Mercosul da Assembleia Legislativa do RGS.
Recebeu a Comenda Oswaldo Vergara, distinção honorífica concedida pela OAB RS em sessão solene, no dia 12 de agosto de 2005.
Recebeu o Troféu Obirici no ano de 2007 e em sequência no ano de 2011.
Recebeu, em 8 de março de 2019, a Medalha Amigo da Marinha em solenidade realizada na Capitania dos Portos através do Comandante do 5° Distrito Naval Contra Almirante Victor Cardoso Gomes.

## Obras
- Urna do Tempo - Poesia[4]
- Ronda Alta - Poesia
- Pele Madura - Poesia
- Contra a Corja - Poesia e Prosa
- Impeachment (1992) - Histórico-Jurídico, Direito Constitucional
- Teoria Geral dos Tratados - Histórico-Jurídico
- O Projeto Democrático - Análise Constitucional e de Ciência Política
- As Ideologias e suas Constituições – Doutrina - Filosofia e Direito Constitucional
- Guerra das Moedas e a Partidocracia - Histórico-Jurídico, Geopolítica, Macroeconomia.
- Centenas de artigos jurídicos[5]
- Centenas de artigos jornalísticos